# 문호준
문호준(1997년 6월 23일~)은 대한민국의 전직 카트라이더 프로게이머로 아이디는 HoJun을 사용했다.
카트라이더 리그 통산 최다 우승자로, 카트라이더 프로게이머 최초로 개인 헌정 카트, 문블레이드 X를 가졌다.

## 선수 시절

### 4차 리그 ~ 15차 리그
2006년, 넥슨 카트라이더 4차리그에 첫 출전하여 3위를 달성하였고 이후 꾸준히 출전하여 넥슨 카트라이더 15차리그까지 포함하여 7회 우승하며 리그 내에서의 독주 체제를 확고히 했다.

### 16차 리그 이후
넥슨은 이를 저지하기 위하여 넥슨 카트라이더 16차리그부터 8인 개인전의 기존 경기방식을 2인 4팀 팀전으로 바꾸어 놓았다. 당시 소속팀이 없었던 문호준은 새로운 선수들과 호흡을 맞춰야 했고, 팀원의 성적 부진과 상대팀의 견제를 견뎌내야만 했다. 하지만 이내 32강부터 준결승까지의 모든 경기를 조 1위로 통과하면서 8회 우승을 달성하는 듯 보였다. 그러나 결승전에서 유영혁 등 또다른 강자들의 견제, 같은 팀원 신하늘의 부진에 결국 최종 4위라는 성적표를 받아야만 했다. 이후 넥슨 카트라이더 17차리그에서는 팀원 문명주와의 호흡 실패로 준결승에서 탈락하는 굴욕을 맛보기까지 하였다. 그리고 17차리그 도중, 그는 조건부 은퇴를 선언하면서 그의 플레이를 다시 경기장에서 보기는 어렵게 되었다.

### 에볼루션 ~ 버닝타임 시즌
허나, 문호준의 그랑프리 상위권 도약 등으로 점차 문호준의 카트라이더 리그 복귀가 현실화되어가는 듯 했다. 이후 오프라인 예선까지 통과하면서 2015년, 넥슨 카트라이더 리그 에볼루션 참가가 확정되었으며 본선에서도 결승까지 오르며 화려한 복귀를 치렀다. 2015년, 넥슨 카트라이더 리그 버닝 타임에 참가하였으나 데뷔 후 최초로 첫 라운드에서 탈락하며 아쉬운 모습을 보여주었다.

### 듀얼 레이스 1, 2, 3
2016년, 듀얼 레이스 1에서는 개인전 3위, 팀전 우승을 기록하였다. 하지만 2017년, 듀얼 레이스 2에서 개인전 6위, 팀전 3위를 기록하며 개인전 통산 첫 입상 실패라는 부진한 성적을 내었다. 다음해 2018년, 듀얼 레이스 3에서는 전 시즌과 동일하게 팀을 구성하여 개인전과 팀전 모두 우승하여 10회 우승이라는 쾌거를 이뤄냈다.

### 2019년
2019-1시즌에서 극적인 장면들이 많이 연출되었다. 첫째, 마지막 1라운드 세 경기를 모두 1등으로 가져가여 결승을 진출하는 기량을 보여주었다. 둘째, 상대에게 유리한 맵을 고르고 이겨 우승했다는 점, 마지막으로 셋째는 탈락 위기의 상태에서 멘탈 관리를 잘해 기량을 뽐내었던 점이 연출되었다. 이로써 개인전 우승을 달성하였으나 Flame 팀에서 뛴 팀전에서는 준우승으로 시즌을 마무리하였다. 2019-2시즌에서 개인전 4등으로 부진한 모습을 보였으나 한화생명 e스포츠 팀에서 뛴 팀전에서 준우승을 달성하며 시즌을 마무리하였다.

### 2020년
2020-1시즌의 공동묘지 해골성 대탐험에서 일명 '호르세유 턴'이 나온 리그이다. 최대로 기량을 뽐내며 통산 2번째 양대 우승을 달성하였으며 2020-2시즌, 팀전 우승을 끝으로 총 14회 우승 이후 은퇴하였다. 은퇴 이후 원 소속팀인 한화생명 e스포츠 감독을 맡았다고 은퇴식에서 공식적으로 알렸다.

### 2023년
크레이지레이싱 카트라이더 서비스 종료 계획이 공식 발표된 2023년 1월 5일 자정, '선수 복귀' 영상을 게시하면서, 카트라이더: 드리프트 선수로 복귀할 것을 천명했다.
2023년 3월, Sensation 소속으로 활동한다. 프리시즌1 팀전 6위, 개인전 26위를 기록했다. 프리시즌2 팀전 4위, 개인전 12위를 기록했다.
2023년 8월 16일, 미래엔세종에 입단했다. 2023시즌 팀전 3위, 개인전 5위를 달성했다. 이후 팀이 해체되었다.

## 지도자 시절
2021-1 시즌을 앞두고 한화생명 e스포츠 팀의 감독으로 부임하여 준우승을 달성했다.
2021-2 시즌을 앞두고 블레이즈의 구단주 겸 감독으로 부임하여 준우승을 달성했다. 2021 수퍼컵 시즌 우승을 달성했다.
2022-1 시즌 우승을 달성했다.
2022-2 시즌을 앞두고 DFI 블레이즈의 감독으로 부임했다. 2022 수퍼컵 시즌 종료 이후 팀에서 퇴단했다.

## 소속팀

### 선수
| #  | 팀명             | 소속 기간                 | 소속 리그 | 비고 |
| -- | ---------------- | ------------------------- | --------- | ---- |
| 1  | 스타테일         | 2013.02.25. ~ 2014.10.14. | GSL       |      |
| 2  | 쏠라이트 인디고  | 2015.08.01. ~ 2015.10.10. | KRL       |      |
| 3  | 알앤더스         | 2015.12.19. ~ 2016.02.27. | KRL       |      |
| 4  | 쏠라이트 인디고  | 2016.08.06. ~ 2016.11.05. | KRL       |      |
| 5  | 세다 레이싱      | 2017.01.14. ~ 2017.04.15. | KRL       |      |
| 6  | 게임킹           | 2018.01.20. ~ 2018.04.07. | KRL       |      |
| 7  | 아프리카 플레임  | 2018.08.16. ~ 2019.03.23. | KRL       |      |
| 8  | 한화생명 e스포츠 | 2019.06.04. ~ 2020.06.11. | KRL       |      |
| 9  | Sensation        | 2023.03.26. ~ 2023.08.16. | KDL       |      |
| 10 | 미래엔세종       | 2023.08.16. ~             | KDL       |      |

### 지도자
| # | 팀명             | 직책 | 소속 기간                 | 소속 리그 | 비고   |
| - | ---------------- | ---- | ------------------------- | --------- | ------ |
| 1 | 한화생명 e스포츠 | 감독 | 2020.12.17. ~ 2023.01.07. | KRL       | [ 11 ] |

## 수상 내역

### 선수

#### 크레이지레이싱 카트라이더
공식 대회 우승 14회, 준우승 5회
- 2006 제6회 전국 사이버체전 카트라이더 부문 우승
- 2006 넥슨 카트라이더 4차리그 3위
- 2007 제2회 KeSPA CUP 카트라이더 부문 우승
- 2007 SK1682 카트라이더 5차리그 우승
- 2007 대한민국 e스포츠 대상 최우수 선수상
- 2007 곰TV컵 카트라이더 6차리그 준우승
- 2007 초코송이컵 카트라이더 7차리그 3위
- 2008 대한민국 e스포츠 대상 최우수 선수상
- 2008 아프리카컵 카트라이더 8차리그 준우승
- 2008 버디버디컵 카트라이더 9차리그 우승
- 2008 버디버디컵 카트라이더 10차리그 우승
- 2010 넥슨 카트라이더 11차리그 우승
- 2010 넥슨 카트라이더 12차리그 3위
- 2011 넥슨 카트라이더 13차리그 우승
- 2011 넥슨 카트라이더 14차리그 우승
- 2011 대한민국 e스포츠대상 액션캐주얼레이싱 부문 Q’SENN 10대 스타상
- 2011 대한민국 e스포츠대상 카트라이더 최우수 선수상
- 2012 넥슨 카트라이더 15차리그 우승
- 2015 넥슨 카트라이더 리그 에볼루션 준우승
- 2016 넥슨 카트라이더 리그 듀얼 레이스 개인전 3위
- 2016 넥슨 카트라이더 리그 듀얼 레이스 팀전 우승 (쏠라이트-인디고)
- 2017 넥슨 카트라이더 리그 듀얼 레이스 시즌 2 팀전 3위
- 2017 KeSPA컵 카트라이더 부문 우승
- 2018 넥슨 카트라이더 리그 듀얼 레이스 시즌 3 개인전 우승
- 2018 넥슨 카트라이더 리그 듀얼 레이스 시즌 3 팀전 우승 (GameKing)
- 넥슨 카트라이더 리그 2019 시즌 1 개인전 우승
- 넥슨 카트라이더 리그 2019 시즌 1 팀전 준우승
- 2019 KT 5G 멀티뷰 카트라이더 리그 시즌 2 팀전 준우승
- 2020 SKT JUMP 카트라이더 리그 시즌 1 개인전 우승
- 2020 SKT JUMP 카트라이더 리그 시즌 1 팀전 우승 (한화생명 e스포츠)
- 2020 SKT 5GX JUMP 카트라이더 리그 시즌 2 팀전 우승 (한화생명 e스포츠)

#### 카트라이더: 드리프트
- 2023 대전 레이싱 챌린지 우승
- 2023 카트라이더: 드리프트 리그 3위

### 지도자
- 2021 신한은행 헤이영 카트라이더 리그 시즌 1 준우승
- 2021 신한은행 헤이영 카트라이더 리그 시즌 2 준우승
- 2021 신한은행 헤이영 카트라이더 리그 수퍼컵 우승
- 2022 신한은행 헤이영 카트라이더 리그 시즌 1 우승
- 2022 신한은행 헤이영 카트라이더 리그 시즌 2 3위
- 2022 신한은행 쏠 카트라이더 리그 수퍼컵 3위

## 방송
- 2018년 MBC 《비긴어게임》
- 2020년 KBS2 《더 드리머》

## 논란
문호준은 아프리카TV 생방송 도중 한 리멤버라는 유저에게 폭언과, 욕설 등을 하여 논란이 되었다. 그 이후 문호준은 그 당시 자신이 자신의 관리를 못한 시절이어서 그랬다고 해명하였다.